# Tauche
Tauche (in basso sorabo Tuchow) è un comune di 3 741 abitanti del Brandeburgo, in Germania.

Appartiene al circondario dell'Oder-Sprea.
Nel territorio comunale sorge l'osservatorio meteorologico di Lindenberg, risalente al 1905 e gestito dal servizio meteorologico tedesco.

## Storia
Nel 2003 venne aggregato al comune di Tauche il soppresso comune di Stremmen.

## Società

### Evoluzione demografica
- Sviluppo della popolazione dal 1875 entro gli attuali confini (Linea Blu: Popolazione; Linea puntata: Confronto dello sviluppo della popolazione dello stato del Brandenburgo; Sfondo grigio: Ai tempi del governo nazista; Sfondo rosso: Al tempo del governo comunista)
- Sviluppo recente della popolazione (Linea blu) e previsioni

| Anno | Abitanti |
| ---- | -------- |
| 1875 | 4 235    |
| 1890 | 4 113    |
| 1910 | 4 211    |
| 1925 | 4 391    |
| 1939 | 4 576    |
| 1950 | 5 864    |
| 1964 | 4 801    |

| Anno | Abitanti |
| ---- | -------- |
| 1971 | 4 930    |
| 1981 | 4 506    |
| 1985 | 4 517    |
| 1990 | 4 400    |
| 1995 | 4 378    |
| 2000 | 4 295    |
| 2005 | 4 043    |

| Anno | Abitanti |
| ---- | -------- |
| 2010 | 3 881    |
| 2015 | 3 875    |
| 2016 | 3 872    |
| 2017 | 3 816    |
| 2018 | 3 820    |
| 2019 | 3 809    |
| 2020 | 3 789    |

Fonti dei dati sono nel dettaglio nelle Wikimedia Commons..

## Geografia antropica

### Suddivisioni amministrative
Il territorio comunale è diviso in 12 zone (Ortsteil), corrispondenti al centro abitato di Tauche e a 11 frazioni:
- Tauche (centro abitato)
- Briescht
- Falkenberg
- Giesendorf
- Görsdorf
- Kossenblatt
- Lindenberg
- Mittweide
- Ranzig
- Stremmen
- Trebatsch, con le località:
  - Rocher
  - Sabrodt
  - Sawall
- Werder/Spree